# Färöischer Fußballpokal 2014
Der Färöische Fußballpokal 2014, ebenfalls bekannt als Løgmanssteypið 2014, fand zwischen dem 15. März und 30. August 2014 statt und wurde zum 60. Mal ausgespielt. Im Endspiel, welches im Tórsvøllur-Stadion in Tórshavn auf Kunstrasen ausgetragen wurde, siegte Titelverteidiger Víkingur Gøta mit 1:0 gegen HB Tórshavn und konnte den Pokal somit zum dritten Mal in Folge gewinnen. Zudem nahm Víkingur Gøta dadurch an der 1. Qualifikationsrunde zur UEFA Europa League 2015/16 teil.
Víkingur Gøta und HB Tórshavn belegten in der Meisterschaft die Plätze drei und zwei. Für Víkingur Gøta war es der vierte Sieg bei der vierten Finalteilnahme, für HB Tórshavn die zwölfte Niederlage bei der 38. Finalteilnahme.

## Teilnehmer
Teilnahmeberechtigt waren alle 18 A-Mannschaften der vier färöischen Ligen. Im Einzelnen waren dies:
| Effodeildin | 1. Deild                         | 2. Deild                                           | 3. Deild    |
| --- | -------------------------------- | -------------------------------------------------- | ----------- |
| AB Argir B36 Tórshavn B68 Toftir EB/Streymur HB Tórshavn ÍF Fuglafjørður KÍ Klaksvík NSÍ Runavík Skála ÍF Víkingur Gøta | 07 Vestur FC Suðuroy TB Tvøroyri | B71 Sandur FF Giza/FC Hoyvík MB Miðvágur Undrið FF | Royn Hvalba |

## Modus
Sämtliche Erst- und Zweitligisten waren für die 1. Runde gesetzt. Die verbliebenen unterklassigen Mannschaften spielten in einer Runde die restlichen beiden Teilnehmer aus, Royn Hvalba erhielt ein Freilos. Alle Runden wurden im K.-o.-System ausgetragen.

## Qualifikationsrunde
Die Partien der Qualifikationsrunde fanden am 15. März statt.
|                   | Ergebnis  |             |
| ----------------- | --------- | ----------- |
| FF Giza/FC Hoyvík | 2:0 (1:0) | B71 Sandur  |
| Undrið FF         | 2:1 (1:1) | MB Miðvágur |

## 1. Runde
Die Partien der 1. Runde fanden am 5. und 6. April statt.
|                   | Ergebnis                          |              |
| ----------------- | --------------------------------- | ------------ |
| AB Argir          | 01:1 n. V. (1:1, 0:0) (3:1 i. E.) | TB Tvøroyri  |
| B68 Toftir        | 08:0 (5:0)                        | Royn Hvalba  |
| FC Suðuroy        | 00:4 (0:2)                        | NSÍ Runavík  |
| FF Giza/FC Hoyvík | 01:6 (0:1)                        | EB/Streymur  |
| ÍF Fuglafjørður   | 14:1 (7:0)                        | Undrið FF    |
| KÍ Klaksvík       | 05:0 (2:0)                        | 07 Vestur    |
| Víkingur Gøta     | 02:0 (2:0)                        | Skála ÍF     |
| HB Tórshavn       | 03:2 (2:0)                        | B36 Tórshavn |

## Viertelfinale
Die Viertelfinalpartien fanden am 27. April und 14. Mai statt.
|               | Ergebnis             |                 |
| ------------- | -------------------- | --------------- |
| AB Argir      | 0:2 (0:1)            | HB Tórshavn     |
| EB/Streymur   | 4:3 n. V. (3:3, 0:2) | NSÍ Runavík     |
| Víkingur Gøta | 3:0 (1:0)            | KÍ Klaksvík     |
| B68 Toftir    | 14:3 (3:1) 1         | ÍF Fuglafjørður |

## Halbfinale
Die Hinspiele im Halbfinale finden am 21. Mai und 5. Juni statt, die Rückspiele am 18. Juni.
|               | Gesamt |             | Hinspiel  | Rückspiel |
| ------------- | ------ | ----------- | --------- | --------- |
| Víkingur Gøta | 4:3    | EB/Streymur | 4:1 (1:0) | 0:2 (0:1) |
| B68 Toftir    | 0:2    | HB Tórshavn | 0:1 (0:0) | 0:1 (0:0) |

## Finale
| Paarung        | HB Tórshavn – Víkingur Gøta |
| Ergebnis       | 0:1 (0:0) |
| Datum          | 30. August 2014 |
| Stadion        | Tórsvøllur, Tórshavn |
| Zuschauer      | 2870 |
| Schiedsrichter | Lars Müller (Hvalba) |
| Tore           | 0:1 Hallur Hansson (89.) |
| HB Tórshavn    | Teitur Gestsson – Rógvi Holm, Jóhan Troest Davidsen, Jógvan Rói Davidsen, René Shaki Joensen – Alex José dos Santos, Heini Vatnsdal, Fróði Benjaminsen , Levi Hanssen – Andrew av Fløtum, Poul Ingason (69. Pál Joensen) Cheftrainer: Heðin Askham                         |
| Víkingur Gøta  | Túri Géza Tamas – Hanus Jacobsen, Atli Gregersen , Hans Jørgen Djurhuus (60. Andreas Lava Olsen) – Súni Olsen, Bárður Hansen, Erling Jacobsen, Heðin Hansen (64. Filip Djordjevic), Sølvi Vatnhamar, Hallur Hansson – Finnur Justinussen Cheftrainer: Sigfríður Clementsen |
| Gelbe Karten   | Jóhan Troest Davidsen, Andrew av Fløtum, Heini Vatnsdal, Rógvi Holm – Súni Olsen, Hanus Jacobsen |
| Platzverweise  | Alex José dos Santos (90.+5') – keine |

## Torschützenliste
Bei gleicher Anzahl von Treffern sind die Spieler nach dem Nachnamen alphabetisch geordnet.
| Platz | Spieler                 | Verein          | Tore |
| ----- | ----------------------- | --------------- | ---- |
| 1     | Clayton Nascimento      | ÍF Fuglafjørður | 08   |
| 2     | Arnbjørn Theodor Hansen | EB/Streymur     | 06   |
| 3     | Niels Pauli Danielsen   | EB/Streymur     | 03   |
| 3     | Finnur Justinussen      | Víkingur Gøta   | 03   |
| 3     | Óli Højgaard Olsen      | B68 Toftir      | 03   |
| 6     | Hákun Edmundsson        | B68 Toftir      | 02   |
| 6     | Árni Frederiksberg      | NSÍ Runavík     | 02   |
| 6     | Hallur Hansson          | Víkingur Gøta   | 02   |
| 6     | Kristoffur Jakobsen     | ÍF Fuglafjørður | 02   |
| 6     | Jens Joensen            | NSÍ Runavík     | 02   |
| 6     | Karl Løkin              | ÍF Fuglafjørður | 02   |
| 6     | Klæmint Olsen           | NSÍ Runavík     | 02   |
| 6     | Súni Olsen              | Víkingur Gøta   | 02   |
| 6     | Pól Magnus Petersen     | ÍF Fuglafjørður | 02   |
| 6     | Heini Vatnsdal          | HB Tórshavn     | 02   |